# Trance vocale
La trance vocale est un sous-genre musical de la trance, caractérisé par des mélodies travaillées et de longues introductions. Le sous-genre émerge au début des années 1990, lors du développement de la trance. Même si les premières chansons faisaient usage de voix mélangées au rythme, les premiers exemples du style apparaissent en 1992 et 1993.

## Histoire
La trance vocale émerge au début des années 1990, lors du développement de la trance. Le terme de trance vocale est en lien avec la trance progressive, à l'inverse de l'eurodance. Les échantillons de voix deviennent dès lors une base importante de la trance. Malgré plusieurs années d'enregistrement de musique trance en utilisant des mélanges d'échantillons de voix accompagnées de rythmes (incluant la chanson We Came in Peace, composée par le groupe Dance 2 Trance, la première chanson à être considérée de type trance), les premiers exemples de ce style sont apparus autour des années 1992 et 1993. Un des premiers exemples (peut-être même le premier exemple) de ce sous-genre était Power of American Natives, du groupe Dance 2 Trance, paru en 1992. Un autre bon exemple est la chanson Right in the Night, du groupe Jam & Spoon paru en 1993.
La trance vocale est populaire en Europe, surtout en Allemagne, aux Pays-Bas, en Belgique néerlandophone, en Suède, en Italie et en Grande-Bretagne. Elle atteint son pic de popularité commerciale en 2001. Le remix d'Airscape du titre Silence de Delerium, à l'origine paru en 1999, devient un succès planétaire en 2000, atteignant le top 10 des classements britanniques, australiens, canadiens, irlandais et néerlandais. La trance vocale est également présente en Europe centrale, même si elle y est moins développée (ex. le Mindennap des hongrois Suta et Tranzident et qui connait une version anglaise sous le titre Day By Day). D'aucuns avaient prédit à la trance, et partant à la trance vocale, une vie éphémère, considérant qu'il s'agirait là d'un phénomène musical mineur amené à disparaitre rapidement. La critique musicale fut complètement dans l'erreur.

## Caractéristiques
Un morceau de trance vocale se compose habituellement, mais pas obligatoirement, de trois éléments. Un morceau débute avec une intro constituée de rythmes progressifs. La partie mélodieuse démarre progressivement, mélangeant voix, habituellement féminines, sonorités mélodieuses (pour la majeure partie hautes et rapides) et basses. La fin du morceau s'achève également progressivement avec quelques éditions mineures.